# Emil Abderhalden
Emil Abderhalden (Oberuzwil, Švicarska, 9. ožujka 1877. – Zürich, 5. kolovoza 1950.), švicarski kemičar i liječnik.
Bavio se fiziološkom kemijom, općom biologijom i patofiziologijom. Pronašao je reakciju za dokazivanje obrambenih proteina, koja se u početku upotrebljavala za ustanovljavanje trudnoće, a kasnije za dijagnostiku endokrinih bolesti i raka. Napisao je veliki priručnik fiziološke kemije. 